# Cossulus alaicus
Cossulus alaicus is een vlinder uit de familie van de Houtboorders (Cossidae). De wetenschappelijke naam van deze soort is voor het eerst voorgesteld door Roman Viktorovitsj Jakovlev in een publicatie uit 2006.
De soort komt voor in Kirgizië. Het eerste specimen van deze soort werd in juli 1997 verzameld in het Alaigebergte op een hoogte van 3500 meter bij de Tengizbai (rivier) door S. Toropov.